# Hydrelia rubropunctaria
Hydrelia rubropunctaria är en fjärilsart som beskrevs av Doubleday 1843. Hydrelia rubropunctaria ingår i släktet Hydrelia och familjen mätare. Inga underarter finns listade i Catalogue of Life.